# Helmut Seydelmann
Helmut Seydelmann, auch Seidelmann (* 19. Mai 1901 in Niederlangenau, Kreis Habelschwerdt, Schlesien (heute Długopole Dolne); † 17. Januar 1962 in Berlin) war ein deutscher Dirigent. Er war Generalmusikdirektor des Landestheaters Dessau (1934–51), der Oper Leipzig (1951–61) und der Deutschen Staatsoper Berlin (1961–62).

## Leben

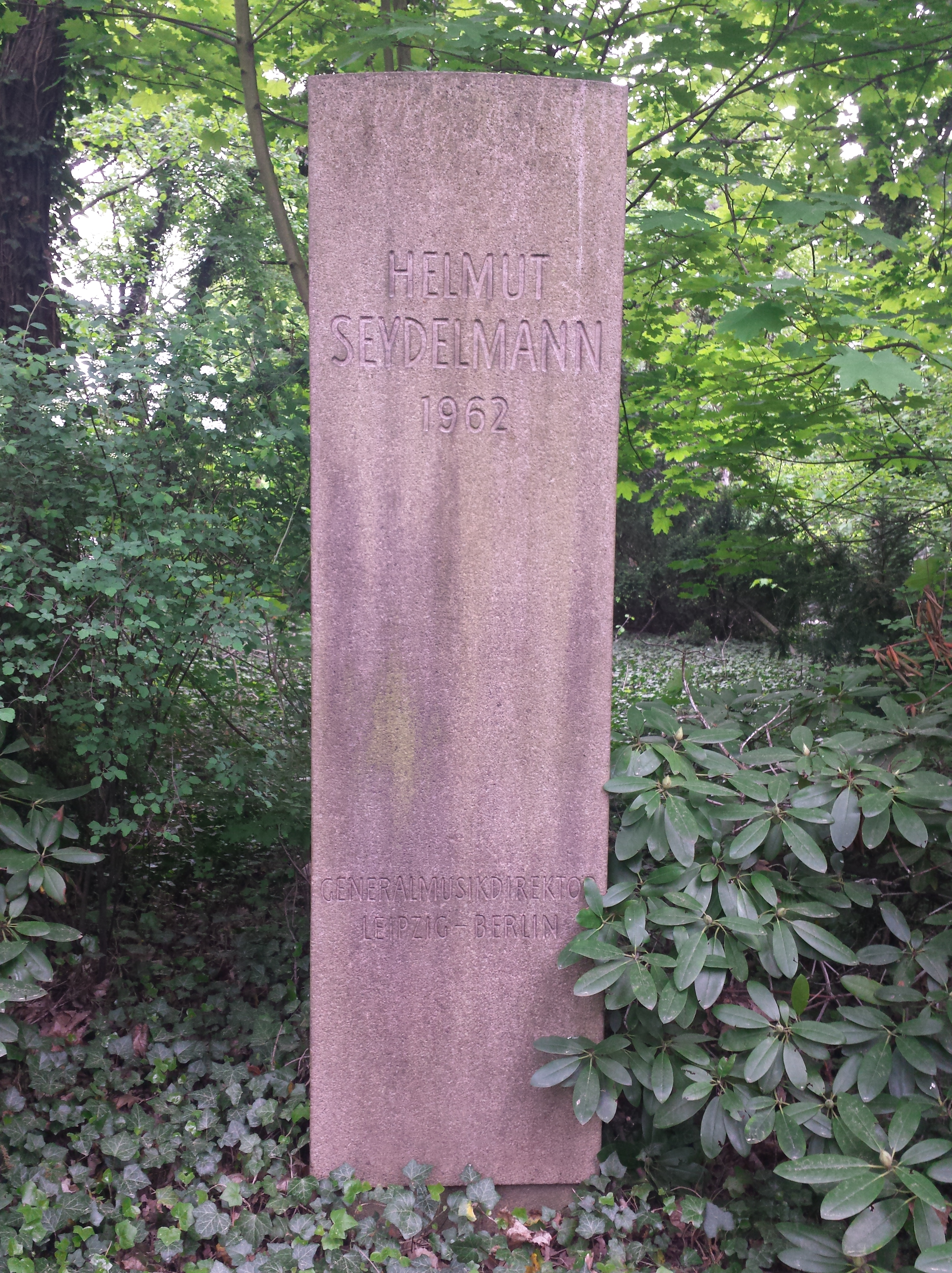
Grabmal von Helmut Seydelmann auf dem Leipziger Südfriedhof, Abt. XXX

Als Sohn eines Arztes erhielt er als Kind privaten Geigen- und Klavierunterricht und später als Gymnasiast in Breslau eine gründliche Ausbildung bei Cserny Druscovic und Julius Prüwer, dem damaligen Kapellmeister und Direktor der Breslauer Oper. Zu dessen Schülern gehörten später auch Ferdinand Leitner, Franz Allers und Antonia Brico. Diese umfassende musikalische Ausbildung erlaubte es Seidelmann, unmittelbar nach dem Abitur die Position eines Korrepetitors am Stadttheater Breslau anzunehmen. Nur ein Vierteljahr später gab er sein Debüt als Dirigent an diesem Theater. Zwei Jahre später wurde er zweiter Kapellmeister und 1926 im Alter von 25 Jahren Erster Kapellmeister dieses Theaters. In Breslau heiratete er die Sängerin Hildegard Heimlich. 1929 ging er in gleicher Position an das Opernhaus Frankfurt/Main unter Clemens Krauss. Nach einem erfolgreichen Probedirigat mit Wagners Götterdämmerung am 2. Juni 1934 erhielt er in Dessau die Stelle des Generalmusikdirektors als Nachfolger von Artur Rother. Seidelmann, wie er sich bis in seine Leipziger Zeit selbst schrieb, wirkte von 1934 bis 1951 als Generalmusikdirektor am Dessauer Theater. Hier setzte er die Wagner-Tradition des Dessauer Theaters als „Bayreuth des Nordens“, die von Eduard Thiele als Hofkapellmeister im 19. Jahrhundert begründet und von dessen Nachfolgern August Klughardt, Franz Mikorey, Franz von Hoeßlin und seinem Vorgänger Artur Rother gefestigt worden war, erfolgreich fort. So dirigierte er in den 30er Jahren die Premieren der Wagner-Opern Rienzi, Die Meistersinger von Nürnberg, Tannhäuser, Tristan und Isolde, Siegfried, Lohengrin, Die Walküre und Parsifal.
Am 6. November 1938 dirigierte er die Uraufführung der Oper Carina Corvi von Fritz Neupert (1893–1943) mit Augusta Poell in der Titelpartie und Dr. Horst Wolf als Marco Vanosti. Am 29. Mai 1938 dirigierte er zur Eröffnung des neuen Dessauer Theaters am heutigen Friedensplatz Webers Freischütz. Mit der Schließung aller Theater am 1. September 1944 wurde er zum Kriegsdienst einberufen. Nach dem Krieg gehörte er zu den Initiatoren für die Wiederaufnahme des Spielbetriebs, die Weihnachten 1945 mit Beethovens Fidelio unter seiner musikalischen Leitung in der Interimspielstätte im Kristallpalast Dessau erfolgte, da das Theater in den letzten beiden Kriegsjahren weitgehend zerstört worden war.
Zur Eröffnung des wiederaufgebauten Großen Hauses im August 1949 dirigierte er Mozarts Zauberflöte. Im April 1950 dirigierte er als erste Dessauer Wagner-Oper nach dem Kriege Tannhäuser mit dem Heldentenor Horst Wolf, mit dem ihn eine langjährige Freundschaft verband, in der Titelpartie. Zusammen mit seiner zweiten Frau, der Tänzerin Ursula Cain (Schülerin von Mary Wigman), ging er 1951 nach Leipzig, als er den Ruf als Generalmusikdirektor der Oper Leipzig erhielt. Da das Gewandhausorchester zugleich die Funktion des Opernorchesters hat, dirigierte er dieses Orchester sowohl in der Oper als auch in Gewandhauskonzerten. In seinen zehn Leipziger Jahren dirigierte er über 29 Konzerte mit dem Gewandhausorchester, wobei er sich besonders moderner Musik widmete. Unter seiner Stabführung kamen in dieser Zeit das Violoncellokonzert und die Sinfonia breve von Georg Trexler (1903–1979), das Flötenkonzert A-Dur und das Konzert für Streichorchester, Blechbläser und Pauken von Max Dehnert (1893–1972) und das Divertimento für Streichorchester und die 1. Sinfonie von Fred Lohse (1908–1987) zur Uraufführung.
Als GMD der Leipziger Oper dirigierte er mehr als 25 Premieren, darunter die deutsche Erstaufführung von Wladimir Nikolajewitsch Krjukows Der Postmeister und die Uraufführung von Alan Bushs Wat Tyler. Neben dem europäischen Repertoire dirigierte er Seltenheiten wie Iwan Sussanin von Michail Glinka, Der Günstling von Rudolf Wagner-Régeny, Die Wirtin von Pinsk von Richard Mohaupt, Die Hexe von Passau von Ottmar Gerster, Katrena (Krútňava) von Eugen Suchoň und Die Männer von Blackmoore von Alan Bush. Er widmete sich auch der Händel-Pflege mit Einstudierungen von Rodelinda und Radamisto in der Inszenierung von Heinz Rückert, dem Mitbegründer der Händel-Renaissance in Halle. Zur Eröffnung des neuen Leipziger Opernhauses im Oktober 1960 dirigierte er Wagners Meistersinger von Nürnberg in der legendären Inszenierung von Operndirektor Joachim Herz. Zusammen mit Herz erhielt er 1960 „für die ausgezeichnete Inszenierung und die musikalische Gestaltung der Opernaufführungen an den Städtischen Theatern Leipzig, insbesondere bei der Aufführung der Meistersinger von Nürnberg“ den Nationalpreis der DDR II. Klasse.
Im September 1961 dirigierte er im Gewandhaus in seinem „Abschiedskonzert“ von Leipzig die Missa solemnis von Beethoven.
Nach einer glänzenden Aufführung von Beethovens 9. Sinfonie zur Eröffnung der Berliner Festtage 1961 wurde er im November 1961 als Generalmusikdirektor an die Deutsche Staatsoper Berlin berufen, starb aber bereits im Januar 1962 im Alter von nur 60 Jahren in Berlin. Er wurde auf dem Leipziger Südfriedhof beerdigt.